# Tenture de l'Histoire des Gaules
La Tenture de l'Histoire des Gaules représente dix rois mythiques des Gaules qui auraient régné avant la conquête de Jules César. 
La source de cette iconographie est un texte de Jean Lemaire de Belges datant du début du XVIe siècle : Illustrations de Gaule et Singularités de Troye, publié entre 1509 et 1512. Ce dernier décrit ainsi les vingt-quatre règnes imaginaires des rois des Gaules, depuis Samothès jusqu'à Francus, héros de la légende de l'origine troyenne des Francs reprise et modifiée par Jean Lemaire de Belges.
Offerte au chanoine de la cathédrale Saint-Pierre de Beauvais Nicolas d'Argillières en 1561, elle est conservée dans la cathédrale Saint-Pierre de Beauvais et fait l'objet d'un classement au titre des monuments historiques depuis le 25 février 1899.

## Historique
La tenture fut commandée vers 1530 par le sous-chantre Nicolas d'Argillières dont les armoiries de la famille sont représentées sur la tenture. Celui-ci était le fils aîné de Jean d'Argillières, électeur puis lieutenant-général de Clermont et le petit-fils de Pierre d'Argillières, également lieutenant-général de Clermont en 1462. Sa tente Jeanne, la tante du donateur, contribua à la création de l'Hôpital de Clermont. L'oncle de Nicolas, Pierre d'Argillières fut chanoine de la collégiale Notre-Dame de Clermont en 1458, prévôt du chapitre en 1475, et entra vers 1497 dans le chapitre de la cathédrale de Beauvais où il obtint la charge de sous-chantre en 1505. Nicolas suivit ses traces et devint chanoine de Clermont en 1490, prévôt du chapitre en 1497, chanoine de Beauvais et sous-chantre à la mort de son oncle le 28 septembre 1517.
Nicolas d'Argillières joua un rôle important dans le diocèse de Beauvais, en particulier durant les périodes de vacance épiscopale (entre août 1521 et août 1523, puis entre septembre 1535 et mai 1536). Il participa vers 1537 aux nouvelles éditions du Bréviaire, du Graduel et de l'Antiphonaire et contribua par une fondation de 1600 livres à la construction du clocher du transept de la cathédrale.
La tenture fut donnée à la cathédrale après sa mort le 4 juin 1561 ; elle y demeura jusqu'à la fin du XIXe siècle. En 1895, l'évêque de Beauvais, Monseigneur Fuzet, fit transporter dans le palais épiscopal une partie des pièces. La série entière fut classée au titre des objets le 25 février 1899. À la suite de la séparation de l’Église et de l’État, trois pièces furent entreposées au Musée départemental de l'Oise. Le musée brûla en 1940 et les pièces furent réunies à la cathédrale. Les pièces furent victimes d'un vol le 10 août 1974, quatre pièces furent dérobées et l'une fut coupée en deux ; elles furent retrouvées en Allemagne en 1976. La pièce endommagée fut restaurée par la Maison Aubry en 1981.

## Thème
Jean Lemaire de Belges opère avec ses Illustrations de Gaule et Singularité de Troie une véritable reconstruction de la légende de l'origine troyenne des Francs. Il s'agit d'une reconstruction du mythe qui consiste à faire non des Troyens les ancêtres des Gaulois mais des Gaulois les ancêtres des Troyens. Jean Lemaire de Belges institue également un double rattachement à la tradition chrétienne : l'un au niveau des origines des Gaulois qui sont issus de Noé, l'autre au niveau des mœurs des Gaulois dont la religion pure et élevée préfigure le christianisme. Les Gaulois sont un peuple instruit, discipliné par les lois et remarquable par la religion. Mais Jean Lemaire de Belges inclut ces événements dans une histoire générale des Gaulois qui passe au premier plan. La Gaule fut selon lui peuplée par Samothès, quatrième fils de Japhet.
Ses successeurs règnent sur un peuple instruit, disciplinés par les lois, remarquable par sa religion. Les Gaulois bâtissent des cités et créent des universités. Le frère de l'un de leurs rois est proscrit par les siens : il s'enfuit en Asie et y fonde Troie, apportant au monde grec la culture gauloise. Comme les celtes de Galatie, Troie est donc d'origine gauloise. Ce remaniement est centré sur les Gaulois indigènes en Gaule depuis les temps bibliques. Il permet d'incorporer dans le mythe l'origine des Gaulois que le grand renouvellement des connaissances sur la Gaule au XVe siècle rendait prestigieux.

## Description

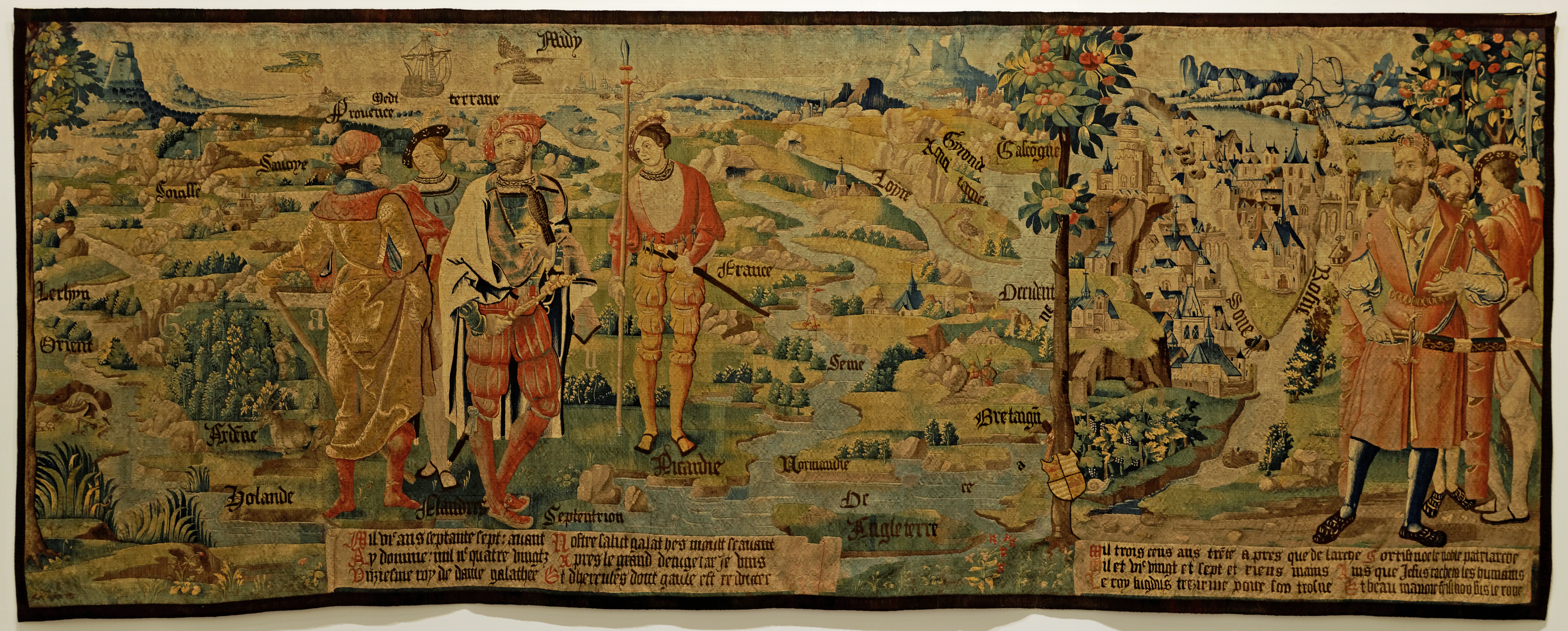
Tenture de lHistoire des Gaules, déposé après 1530 dans la cathédrale de Beauvais puis au Musée départemental de l'Oise.

La tenture présente neuf règnes de l'histoire des Gaules, certaines pièces n'illustrent qu'un seul règne, d'autres présentent plusieurs souverains séparés par une colonne ou plus fréquemment par des arbres. Des inscriptions en quatrains sont disposées au pied des personnages ; elles indiquent le règne auquel se rapporte la scène. La composition ces images est le plus souvent statique : le monarque apparaît en pied, parfois flanqué de quelques personnages de son entourage ; à l'arrière-plan sont évoqués le royaume, ou une cité fondée par le roi. Seules deux scènes sont narratives, celle de la mort de Jasius et celle du mariage de Francus.

### Samothès, premier roi des Gaules et Jupiter Celte, neuvième roi des Gaules
Cette première tapisserie est de forme rectangulaire horizontale ; elle est en laine pour la chaîne et la trame ; elle est entièrement doublée en lin et divisée en deux parties. La partie gauche de cette tapisserie est consacrée à Samothès, fils de Japhet, institué roi des Gaules par Noé son grand-père. Ce premier roi donna à la Gaule un code de lois et enseigna à ses sujets l'astronomie, la philosophie, la grammaire, l'immortalité de l'âme et l'écriture. Samothès est représenté un sceptre et un alphabet à la main car il est l'inventeur des lettres galathes ; il est accueilli par un homme qui le salue. En arrière-plan, un bateau et des paysages de la Gaule sont représentés et identifiés ; on reconnaît ainsi la Méditerranée, le Rhône, la Seine et l'océan. Sont également représentés une ville et Jupiter Celte à côté de deux artisans qui sculptent un bloc de pierre.

### Hercule de Libye, dixième roi des Gaules
Deuxième tapisserie de la Tenture, cette pièce est de forme rectangulaire horizontale ; elle est en laine pour la chaîne et la trame et est entièrement doublée de lin. Un coin gauche de cette tapisserie a été coupé et enlevé. Cette pièce représente Hercule avec sa femme Galathée et leur fils Galathès, entourés de leurs courtisans. À la mort de Jupiter Celte, Hercule devint le dixième roi des Gaules, il fonda la grande cité d'Alésia. Dans la tapisserie, les personnages sont richement vêtus selon la mode du XVIe siècle. À l'arrière-plan, sont figurés une ville et une ferme.

### Galathès, onzième roi des Gaules et Lugdus, fondateur de Lyon
Troisième tapisserie de la Tenture, dite de la carte des Gaules, elle se divise en deux compartiments séparés par un arbre, le premier étant plus grand que le second. Sur la gauche de la tapisserie, Galathès, le onzième roi des Gaules, entouré de trois compagnons, est figuré sur un fond paysagé représentant la carte de la Gaule avec les mers et rivières, les noms des différentes régions et des détails des animaux vivant dans ces régions. Galathès fut établi roi des Gaules par son père Hercule à vingt-cinq ans. Avant de se Espagne, Hercule de Libye confia à son autre fils, Tuscus, les rênes de l'Italie qu'il venait de conquérir. Lié d'amitié avec son demi-frère Galathès, Tuscus lui donna la Sicile où Galathès séjourna, avant de revenir en Gaule agrandir son territoire. Sur la droite de la tapisserie, Lugdus, petit fils de Galathès, est représenté avec deux compagnons. Derrière lui, on voit la ville de Lyon, au confluent du Rhône et de la Saône, les montagnes des Alpes apparaissant au lointain. Les costumes masculins représentés dans les deux compartiments évoquent la mode du temps de François Ier. Le bateau à l'arrière-plan du premier compartiment est également caractéristique de cette époque.

### Belgius fondateur de Beauvais, Dardanus et la fondation de Troyes, Paris fondateur de la ville éponyme
Quatrième pièce de la Tenture, cette longue pièce est divisée en trois scènes par des arbres dont l'un porte la date. Sur la gauche, on voit le roi Belgius, quatorzième roi des Gaules et fondateur de "Belgium" identifiée dans la tapisserie avec la ville de Beauvais. À l'arrière-plan, on peut voir diverses localités du Beauvaisis et notamment la ville de Clermont-en-Beauvaisis dont le commanditaire était originaire. La ville de Beauvais peut être identifiée grâce à sa cathédrale encore en construction au niveau du chevet, mais également grâce aux toits d'ardoise du palais épiscopal. Le roi tient son sceptre de la main droite, tandis que derrière lui une paysanne est en train de pêcher, accompagnée de deux chiens. Au centre, le meurtre du roi Jasius, descendant d'Hercule de Libye, par son frère Dardanus est représenté. Belgius étant mort sans enfant légitime, les Gaulois élurent le roi d'Italie Jasius. Son frère, Dardanus, jaloux de son pouvoir entra en guerre contre lui. Après une apparente soumission, Dardanus assassina son frère et s'embarqua pour la Grèce où il fonda Troie. La tapisserie montre Dardanus s'enfuyant en bateau. À l'arrière-plan, une ville est figurée, il s'agit de Troyes, assimilée à la cité grecque. À droite, au premier plan, le roi Pâris, figuré sous les traits de François Ier, et trois courtisans, sont représentés devant la ville de Paris reconnaissable grâce aux deux tours de la façade de la cathédrale Notre-Dame, mais aussi à la tour Saint-Jacques. Les différents plans de l'œuvre coexistent en dépit des règles de perspective. Sur le côté, apparaissent les armes du commanditaire.

### Le Roi Rémus donnant sa fille en mariage à Francus
Cinquième tapisserie de la Tenture, elle fait allusion au mariage une allusion à celui de François Ier avec Éléonore d'Autriche en 1530. Au premier plan, le roi Rémus donne la main de sa fille à Francus, fils d'Hector ; ils sont entourés par des courtisans et des compagnons d'armes. Le roi gaulois Rémus était contemporain de Priam, il fonda la ville de Reims qu'on reconnaît en arrière-plan avec des monuments comme la cathédrale Notre-Dame, la basilique Saint-Rémi ou l'église Saint-Jacques. Les costumes des personnages sont d'époque, très détaillés et rendus avec magnificence.